# 稲葉益巳
稲葉 益巳（いなば ますみ、1925年4月5日 - 1998年2月14日）は日本の医師。東京都出身。稲葉クリニック院長。臨床毛喪医学研究会初代会長、日本美容外科医師会会長を務めた。

## 略歴
東京都杉並区阿佐ヶ谷出身。昭和医学専門学校（現・昭和大学）卒業。
体臭研究の第一人者として知られた。1979年、わきがの根治手術の開発により日本医師会最高優功賞受賞している。養毛剤の開発でも知られる。体臭や男性型脱毛症についての執筆もある。
日本には同名の2つの美容外科学会（JSASとJSAPS)があり、晩年は2つの美容外科学会の統一に向けた調整に尽力した。
1998年2月14日、呼吸不全のため、東京都杉並区の自宅にて死去（72歳）。

## 論文
- 腋臭症に対する吸引法, 超音波吸引法　日本美容外科学会誌 34(1): 3 -9 1997
- 男性型脱毛症：その病理と治療法の出版(Springer-Verlag)に当たって　日本美容外科学会誌 34(1): 10 -23 1997

など

## 著書
- 気になるボディーの臭い解消法―頭髪・口臭・ワキガ・足臭がスッキリ治る  曙出版 ISBN 978-4750805320
- 男性型脱毛症―基礎的研究と予防・治療法 シュプリンガー・フェアラーク・東京 ISBN 978-4431707981

など